# Bataille de Cassel (1945)
Pour les articles homonymes, voir Bataille de Cassel.
Campagne d'Allemagne,
Seconde Guerre mondiale
Batailles
Campagne d'Allemagne de 1945
- Blackcock
- Veritable
- Blockbuster
- Grenade
- Lumberjack
  - Remagen
- Undertone
- Traversée du Rhin
- Varsity
- Poche de la Ruhr
- Francfort
- Wurtzbourg
- Cassel
- Heilbronn
- Friesoythe
- Nuremberg
- Hambourg
- Amherst
- Archway
- Château d'Itter

Front d’Europe de l’Ouest
Front d’Europe de l’Est
Campagnes d'Afrique, du Moyen-Orient et de Méditerranée
Bataille de l’Atlantique
Guerre du Pacifique
Guerre sino-japonaise
La bataille de Cassel est un épisode de la campagne d'Allemagne de 1945 pendant la Seconde Guerre mondiale menée entre l'armée américaine et la Wehrmacht pour le contrôle de Cassel en Hesse, ville stratégique puisque située au nord de Francfort-sur-le-Main.

## Contexte historique
La ville avait été le théâtre de nombreux bombardements avant la bataille, attaquée au total 40 fois entre 1944 et 1945 par les bombardiers de la Royal Air Force et de l'US Army Air Forces. Elle était principalement défendue par des membres de la Reichsarbeitsdienst, paramilitaires au service du NSDAP qui avaient installé des batteries de canons de 88 mm au sud de la ville.

## Déroulement de la bataille
Bien que les Allemands livrassent bataille pour défendre la ville, leur armée était sur le point de s'effondrer, prise en étau par les Alliés occidentaux à l'Ouest et l'Armée rouge à l'Est. La défense de Cassel ne permit pas d'entraver l'avance alliée et un mois plus tard l'Allemagne signa sa capitulation inconditionnelle le 8 mai 1945.
Le 30 mars, six chasseurs de chars américains furent détruits après un engagement avec des Tigres II allemands alors que ces derniers faisaient route vers Fritzlar. Le 2 avril, l'artillerie lourde américaine fit feu sur les positions allemandes à Cassel et les troupes américaines traversèrent la Fulda et se déploièrent près de la ville. Les chars allemands ainsi que 15 half-tracks furent mis hors de combat. Les défenses allemandes se désagrègent au fur et à mesure et la ville tomba le 4 avril après son nettoyage maison par maison et la traversée de la Fulda par les blindés alliés vers 11h00. À 12h00, le général allemand Johannes Erxleben capitula et fut fait prisonnier, mettant fin à la bataille.